# 直拟捻螺
直拟捻螺，又名大米螺，原为拟捻螺科拟捻螺属（米螺科米螺屬）的动物，今屬盒螺科截拟捻螺属。

## 分佈
分布于毛里求斯岛、日本、菲律宾、台湾岛等地，属于暖水性种类。其多生活于潮下带浅水区泥砂质底。

## 外部連結
- 維基物種上的相關：直拟捻螺